# أنيون كربوني

أيون كربوني سالب

الأيون الكربوني السالب أو الأنيون الكربوني (carbanion) هو أيون سالب (أنيون) يكون فيه للكربون زوج إلكترونات غير رابط ويحمل شحنة سالبة وعادة يكون محاط بأربع روابط وحول الكربون ما مجموعه ثمانية إلكترونات تكافؤ. ويوجد الأيون الكربوني السالب على صورة هرم ثلاثي.وبشكل اصطلاحي، يعتبر الأيون الكربوني السالب قاعدة مرافقة للحمض الكربوني.
R3C-H + B− → R3C− + H-B
حيث B تشبر إلى القاعدة. الأيون الكربوني السالب هو أحد المركبات الوسطية التفاعلية (النشطة) العديدة في الكيمياء العضوية.